# Gobierno Popular Municipal de Shanghái
El Gobierno Popular Municipal de Shanghái (en chino mandarín 上海市人民政府) es una agencia administrativa estatal local a nivel provincial en Shanghái, un municipio directamente dependiente del gobierno central de la República Popular China. Fue establecido en mayo de 1949. En febrero de 1955, se reorganizó en el Comité Popular Municipal de Shanghái. En diciembre de 1979, se abolió el Comité Revolucionario de Shanghái y se restableció el Gobierno Popular Municipal de Shanghái.

## Historia
En agosto de 1945, el Gobierno Nacional de la República de China restableció el Gobierno Municipal de Shanghai. En mayo de 1949, después de que el Ejército Popular de Liberación entrara en Shanghái, se estableció la Comisión de Control Militar de Shanghái del Ejército Popular de Liberación (Gobierno Popular Municipal de Shanghái), y la Comisión de Control Militar de Shanghái se mantuvo hasta 1987. En febrero de 1955, se estableció el Comité Popular Municipal de Shanghai y el Gobierno Popular Municipal de Shanghai ya no se mantuvo.
El 5 de febrero de 1967, se estableció el Comité Provisional de la Comuna Popular de Shanghái para hacerse cargo de todos los asuntos gubernamentales y del partido en Shanghái. El 23 de febrero de 1967 se estableció formalmente el comité revolucionario de Shanghai.
En diciembre de 1979, se restableció el Gobierno Popular Municipal de Shanghái como órgano administrativo local de Shanghái.

## Entornos institucionales
De acuerdo con el plan de reforma institucional de Shanghai, el gobierno popular municipal de Shanghái ha establecido 25 departamentos, una institución de control, 10 instituciones afiliadas directamente y 6 departamentos institucionales de gestión.
El gobierno popular municipal de Shanghái integra las siguientes instituciones:
- Oficina general del gobierno popular municipal de Shanghái

### Departamentos (áreas de gobierno)
- Comisión de reforma y desarrollo de Shanghai
- Comisión municipal de economía y tecnología de la información de Shanghai
- Comisión municipal de comercio de Shanghai
- Comisión municipal de educación de Shanghai
- Comisión de ciencia y tecnología de Shanghai
- Oficina de asuntos étnicos y religiosos de Shanghai
- Comisaría de policía de Shanghái
- Oficina de asuntos civiles de Shanghái
- Oficina de justicia de Shanghái
- Oficina municipal de finanzas de Shanghái
- Oficina de seguridad social y recursos humanos de Shanghai
- Comisión municipal de vivienda y desarrollo urbano-rural de Shanghai
- Comisión de transporte de Shanghai
- Comisión municipal de agricultura y asuntos rurales de Shanghai
- Oficina municipal de ecología y medio ambiente de Shanghai
- Administración municipal de planificación y recursos naturales de Shanghai
- Oficina de asuntos hídricos de Shanghai
- Comisión municipal de salud de Shanghai
- Oficina de auditoría de Shanghai
- Oficina municipal de cultura y turismo de Shanghai
- Oficina de asuntos de veteranos de Shanghai
- Oficina de gestión de emergencias de Shanghai
- Administración de regulación del mercado de Shanghai
- Oficina de administración y supervisión financiera local de Shanghái
- Oficina de relaciones exteriores del gobierno popular municipal de Shanghai

La comisión nacional de desarrollo y reforma depende de la oficina de finanzas, la comisión de economía e información está integrada en la oficina de la industria de ciencia y tecnología de la defensa nacional, la comisión de agricultura y asuntos rurales se integra en la oficina de revitalización rural, la comisión de salud en la oficina del desarrollo de la medicina china tradicional, y la oficina de cultura y turismo está dentro de la oficina de patrimonios culturales y radiodifusión. La oficina de TV, la de supervisión y administración del mercado, la oficina de trabajo y financiero, la oficina oceanográfica y la oficina de hidrología y el comité de ciencia y tecnología en China, así como la oficina de expertos y relaciones exteriores, tienen entidad propia.

### Instituciones de control
- Comisión de supervisión y administración de activos estatales del gobierno popular municipal de Shanghái

### Instituciones directamente afiliadas
- Oficina de deportes de Shanghái
- Oficina municipal de estadísticas de Shanghái
- Oficina municipal de seguridad médica de Shanghái
- Administración de ecologización y medioambiente urbano de Shanghái
- Administración municipal de asuntos gubernamentales de Shanghai
- Oficina de defensa civil de Shanghái
- Oficina de intercambio y cooperación del gobierno popular municipal de Shanghái
- Oficina de investigación del gobierno popular municipal de Shanghái
- Oficina del consejero del gobierno popular municipal de Shanghái
- Oficina de propiedad intelectual de Shanghái

La oficina de defensa civil depende orgánicamente de la oficina de defensa civil aérea, la oficina de cooperación e intercambio del gobierno municipal es dependiente de la oficina de cooperación del gobierno municipal, y la administración de ecología y medio ambiente urbano depende de la oficina forestal y de la de gestión urbana, interdependientes de la oficina de aplicación de la Ley de la administración pública.

### Departamentos asociados
- Centro de gestión de fondos de previsión de Shanghái
- Biblioteca de Shanghái
- Comité de gestión de patrimonio cultural de Shanghai Sun Yat-sen Soong Ching Ling
- Centro de desarrollo del hospital Shenkang de Shanghái
- Oficina de crónica local de Shanghái
- Museo de Shanghái
- Instituto de cultura e historia de Shanghai
- Academia de ciencias sociales de Shanghai
- Instituto de estudios internacionales de Shanghai
- Centro de investigación de gestión moderna de Shanghái
- Centro de pruebas de Shanghái
- Salón conmemorativo de Chen Yun
- Centro de investigación para el desarrollo del gobierno popular municipal de Shanghái
- Oficina de energía nuclear de Shanghái

La biblioteca de Shanghái y el instituto de información científica y tecnológica de Shanghái han implementado dos áreas de gobierno de la institución, que están bajo la dirección del departamento de comunicación del comité municipal del partido de Shanghái. El centro de gestión municipal de cajas de previsión es administrado por la comisión municipal de vivienda y construcción. El comité municipal de gestión de patrimonios culturales de Sun Yat-Sen Soong Ching Ling es gestionado por la administración municipal de la oficina de asuntos de Shanghái. La oficina de crónica local está dirigida por el departamento de comunicación del comité municipal del partido de Shanghái. El Museo de Shanghái está gestionado por la oficina municipal de cultura y turismo. El instituto de cultura e historia de Shanghai está dirigido por el departamento de trabajo del comité municipal del partido. La academia de ciencias sociales de Shanghái está dirigida por el departamento de comunicación del comité municipal del partido. El instituto de estudios internacionales de Shanghái está alojado en la oficina de relaciones exteriores del gobierno popular municipal. El centro municipal de investigación en gestión contemporánea está gestionado por la comisión municipal de ciencia y tecnología. El centro municipal de experimentación está gestionado por la comisión municipal de información y economía. El salón conmemorativo de Chen Yun está administrado por el departamento de comunicación del comité municipal del partido. La oficina municipal de energía nuclear está dirigida por la comisión municipal de información y economía.

### Gestión de departamentos
- Oficina de reserva de granos y materiales de Shanghái, administrada por la comisión municipal de comercio.
- Administración penitenciaria municipal de Shanghái, gestionada por la Oficina municipal de justicia.
- Administración municipal de organizaciones sociales de Shanghái, administrada por la oficina de asuntos civiles.
- Administración municipal de drogas de Shanghái, administrada por la Administración municipal de regulación del mercado de Shanghái.
- Administración municipal de transporte por carretera de Shanghái, gestionada por la comisión municipal de transporte.

### Agencias con cartera
- Zona de demostración de desarrollo integrado verde ecológico del delta del río Yangtze. Comité ejecutivo de la zona de demostración de desarrollo integrado verde ecológico del delta del río Yangtze (administrada conjuntamente por Shanghai, Jiangsu y Zhejiang)
- Zona piloto de libre comercio de China (Shanghai). Comité de gestión de la zona piloto de libre comercio de China (Shanghai)
- Parque de la industria química de Shanghái. Comité de gestión del parque de la industria química de Shanghái
- Zona piloto de libre comercio de China (Shanghái) Nueva área de Lingang. Comité de gestión de construcción y desarrollo del área de Lingang de Shanghái
- Oficina de promoción de Shanghai para la construcción del centro de innovación científica y tecnológica
- Distrito comercial de Shanghai Hongqiao. Comité de gestión del distrito comercial de Shanghai Hongqiao
- Complejo turístico internacional de Shanghái. Comité de gestión del complejo turístico Internacional de Shanghái
- Sheshan. Comité de gestión del complejo turístico nacional de Shanghai Sheshan
- Isla Changxing (Shanghái). Oficina del comité de gestión de construcción y desarrollo de la isla Changxing de Shanghái
- Oficina del gobierno popular municipal de Shanghái en Beijing
- Oficina del gobierno popular municipal de Shanghái en Harbin
- Oficina del gobierno popular municipal de Shanghái en Chongqing
- Gobierno popular municipal de Shanghái en la Oficina del Tíbet
- Oficina del gobierno popular municipal de Shanghái en Mongolia Interior
- Oficina del gobierno popular municipal de Shanghái en Xinjiang
- Oficina del gobierno popular municipal de Shanghái en Wuhan
- Oficina del gobierno popular municipal de Shanghái en Shanxi
- Oficina de enlace del gobierno popular municipal de Shanghái en Qinhuangdao (administrada por la oficina de Jinhuang)
- Oficina del gobierno popular municipal de Shanghái en Guangzhou
- Oficina de enlace de Hainan del gobierno popular municipal de Shanghái (administrada por la oficina de Guangzhou)
- Oficina de enlace del gobierno popular municipal de Shanghái en Shenzhen (administrada por la oficina de Guangzhou)
- Oficina del gobierno popular municipal de Shanghái en Kunming
- Oficina del gobierno popular municipal de Shanghái en Xi'an

El comité ejecutivo de la zona de demostración de desarrollo verde ecológico integrado del delta del Río Yangtze es administrado conjuntamente por el gobierno popular municipal de Shanghái, el gobierno popular provincial de Jiangsu y el gobierno popular provincial de Zhejiang, y ejerce la autoridad provincial de gestión de todos los proyectos. El comité de gestión de la zona piloto de libre comercio de China (Shanghái) es dependiente de la administración de la zona de libre comercio de Waigaoqiao y coopera con el gobierno popular de la Nueva área de Pudong. El comité de gestión de desarrollo y construcción del área de Shanghai Lingang está integrado en el comité de gestión de la nueva área de Lingang de la zona de libre comercio piloto de China (Shanghai). La oficina de promoción de la construcción del centro de innovación científica y tecnológica de Shanghái depende orgánicamente del comité de gestión de la zona de desarrollo industrial de alta tecnología de Zhangjiang de Shanghái.

### Empresas que desempeñan directamente las responsabilidades de los inversores
- Bolsa de inversiones de Shanghái

## Directivos

### Periodo militar
En mayo de 1949, la Comisión Militar Revolucionaria del Pueblo Chino nombró un alcalde y tres alcaldes adjuntos, y el gobierno popular central (estatal) nombró a un alcalde adjunto en diciembre de 1949.
- Duración del cargo: mayo de 1949 a octubre de 1950
- Alcalde: Chen Yi (mayo de 1949 - octubre de 1950)
- Vicealcaldes: Zeng Shan (mayo de 1949 - diciembre de 1949), Pan Hannian (mayo de 1949 - octubre de 1950), Wei Qi (mayo de 1949 - diciembre de 1949), Sheng Pihua (diciembre de 1949 - octubre de 1950)

### Período de designación del consejo de asuntos gubernamentales del gobierno popular central
En octubre de 1950, la segunda asamblea popular municipal de Shanghái eligió a un alcalde y dos vicealcaldes; en julio de 1952, el consejo administrativo del gobierno popular central nombró a un vicealcalde; en marzo de 1953, el consejo administrativo nombró 3 personas como vicealcaldes.
- Alcalde: Chen Yi (octubre de 1950-febrero de 1955)
- Vicealcaldes: Pan Hannian (octubre de 1950-febrero de 1955), Sheng Pihua (octubre de 1950-febrero de 1955), Fang Yi (julio de 1952-febrero de 1953), Xu Jianguo (marzo de 1953) - febrero de 1955), Liu Jiping (marzo de 1953 - febrero de 1955), Jin Zhonghua (marzo de 1953 - febrero de 1955)

### El VII congreso popular municipal
- Duración del cargo: diciembre de 1979 a abril de 1983
- Alcalde: Peng Chong (transferido en marzo de 1980), Wang Daohan (designado en abril de 1981)
- Alcalde interino: Wang Daohan (octubre de 1980-abril de 1981)
- Vicealcaldes: Wang Daohan (junio de 1980 - octubre de 1980), Wang Yiping, Han Zheyi, Chen Jinhua (transferido en febrero de 1983), Zhao Xingzhi, Yang Shifa, Zhao Zukang, Wang Jian, Chen Zonglie (transferido en marzo de 1983), Yang Kai, Pei Xianbai, Yang Di, Xin Yuanxi (nombrados en marzo de 1982).

### Octavo congreso popular municipal
- Duración del cargo: abril de 1983 a abril de 1988
- Alcaldes: Wang Daohan (dimitió en julio de 1985), Jiang Zemin (nombrado en julio de 1985)
- Vicealcaldes: Ruan Chongwu (vicealcalde ejecutivo, destituido en diciembre de 1985), Zhu Zongbao (vicealcalde ejecutivo desde diciembre de 1985, destituido en octubre de 1986), Li Zhaoji, Liu Zhenyuan, Ni Tianzeng, Ye Gongqi, Xie Lijuan (julio de 1985), Huang Ju (octubre de 1986), Qian Xuezhong (octubre de 1986).

### El IX congreso popular municipal
- Duración del cargo: abril de 1988 a febrero de 1993
- Alcalde: Zhu Rongji (dimitió en abril de 1991), Huang Ju (designado en abril de 1991)
- Vicealcaldes: Huang Ju (vicealcalde ejecutivo, renunció en abril de 1991), Gu Chuanxun, Liu Zhenyuan, Ni Tianzeng (fallecido en junio de 1992), Xie Lijuan, Zhuang Xiaotian, Ni Hongfu (retirado en noviembre de 1989), Zhao Qizheng (fallecido en 1991) Inaugurado en junio), Xu Kuangdi (inaugurado en agosto de 1992), Xia Keqiang (inaugurado en agosto de 1992)

### La décima sesión del congreso popular municipal
- Duración del cargo: febrero de 1993 a febrero de 1998
- Alcaldes: Huang Ju (dimitió en febrero de 1995), Xu Kuangdi (designado en febrero de 1995)
- Vicealcaldes: Xu Kuangdi (presidió el trabajo ejecutivo del gobierno municipal, renunció en febrero de 1995), Zhao Qizheng (renunció en enero de 1998), Hua Jianmin (designado en diciembre de 1994, destituido en octubre de 1996), Xie Lijuan (renunció en 1996 en junio de 1996), Xia Keqiang, Meng Jianzhu (dimitió en octubre de 1996), Jiang Yiren, Sha Lin (dimitió en febrero de 1996), Gong Xueping (dimitió en octubre de 1997), Zuo Huanchen (nombrado en febrero de 1996), Chen Liangyu ( nombrado en octubre de 1996), Feng Guoqin

### El XI congreso popular municipal
- Duración del cargo: febrero de 1998 a febrero de 2003
- Alcalde: Xu Kuangdi (dimitió en diciembre de 2001), Chen Liangyu (elegido en febrero de 2002)
- Vicealcaldes: Chen Liangyu (transferido a alcalde interino en diciembre de 2001), Jiang Yiren, Han Zheng, Zuo Huanchen (retirado en mayo de 2001), Feng Guoqin, Zhou Yupeng, Zhou Muyao, Yang Xiaodu (elección parcial en mayo de 2001), Yan Junqi (elección parcial de mayo de 2001), Jiang Sixian (elección parcial de agosto de 2002)

### El XII congreso popular municipal
- Duración del cargo: febrero de 2003 a febrero de 2008
- Alcalde: Han Zheng
- Vicealcaldes: Feng Guoqin, Zhou Yupeng (retirado en febrero de 2007), Yang Xiaodu (retirado en octubre de 2006), Yan Junqi (retirado en febrero de 2007), Jiang Sixian (retirado en mayo de 2004), Yang Xiong, Zhou Taitong, Tang Dengjie, Hu Yanzhao (mayo de 2004), Yang Dinghua (octubre de 2006), Tu Guangshao (diciembre de 2007), Ai Baojun (diciembre de 2007)

### El XIII congreso popular municipal
- Duración del cargo: febrero de 2008 a febrero de 2013
- Alcalde: Han Zheng (renunció en diciembre de 2012)
- Vicealcaldes: Yang Xiong (alcalde interino en diciembre de 2012), Tu Guangshao, Tang Dengjie, Hu Yanzhao, Ai Baojun, Shen Jun, Shen Xiaoming, Zhao Wen, Zhang Xuebing (asumió el cargo en enero de 2011)

### Durante el XIV congreso popular municipal
- Duración del cargo: febrero de 2013 a enero de 2018
- Alcalde: Yang Xiong (renunció el 17 de enero de 2017), Ying Yong (elegido el 20 de enero de 2017)
- Vicealcaldes: Tu Guangshao (retirado en junio de 2016), Ai Baojun (retirado en noviembre de 2015), Shen Xiaoming (retirado en julio de 2013), Zhao Wen (retirado el 22 de febrero de 2017), Jiang Ping (retirado en 2013) Retirado en julio), Zhou Bo, Weng Tiehui, Shi Hui, Ying Yong (designado el 14 de septiembre de 2016), Xu Kunlin (designado por el Comité Permanente de la Asamblea Popular Municipal el 31 de marzo de 2017), Chen Yin (retirado en julio de 2017 ), Peng Shen Lei, Chen Qun.[2]

### El XV congreso popular municipal
- Duración del cargo: enero de 2018-
- Alcalde: Ying Yong (renunció el 23 de marzo de 2020), Gong Zheng (designado el 21 de julio de 2020)
- Vicealcaldes: Zhou Bo (retirado el 28 de marzo de 2019), Chen Yin (designado el 16 de enero de 2019, destituido el 31 de octubre de 2021), Weng Tiehui (retirado el 16 de enero de 2019), Shi Hui (2018) Retirado el 22 de noviembre de 2020), Wu Qing, Xu Kunlin (eliminado el 27 de octubre de 2020), Peng Chenlei, Chen Qun, Gong Daoan (eliminado el 23 de septiembre de 2020),[3] Zong Ming (eliminado el 19 de febrero de 2019) Nombrado),[4] Tang Zhiping (nombrado el 23 de septiembre de 2019, destituido el 29 de diciembre de 2021),[5][6] Gong Zheng (nombrado el 23 de marzo de 2020, convertido en titular el 21 de julio de 2020) ), Chen Tong (nombrado el 18 de agosto de 2020, destituido el 21 de julio de 2022), Shu Qing (nombrado el 30 de diciembre de 2020),[7] Zhang Wei (nombrado el 26 de febrero de 2021),[8] Liu Duo (nombrado el 29 de diciembre de 2021).[9]